# Shirine Boutella
Shirine Boutella (Algiers, 22 augustus 1990) is een Algerijnse actrice.

## Biografie
Boutella werd geboren in Algerije als dochter van een piloot van de Algerijnse luchtmacht en een Oostenrijks-Algerijnse architecte. Ze spreekt Frans, Arabisch, Engels en Duits. In 2012 startte Boutella een filmstudie aan de Universiteit van Parijs. Na drie jaar zette ze haar studie voort in Wenen. In 2015 begon Boutella haar YouTube-kanaal, dat in november 2021 een half miljoen abonnees behaalde. Haar Instagram-account heeft anno 2024 ruim twee miljoen volgers.
Nadat ze in 2017 in twee Algerijnse televisieseries verscheen, kreeg ze een hoofdrol in de in 2019 verschenen film Papicha. De film van regisseuse Mounia Meddour werd op de César-ceremonie uitgeroepen tot beste debuutfilm. In 2021 verscheen de actrice voor het eerst in de Netflix-serie Lupin.

## Filmografie (selectie)
| Jaar        | Titel                                             | Rol               | Type           | Opmerkingen     |
| ----------- | ------------------------------------------------- | ----------------- | -------------- | --------------- |
| 2017        | El Khawa                                          | Amina Mustaphaoui | Televisieserie |                 |
| 2017        | Casbah City                                       | Joher             | Televisieserie |                 |
| 2019        | Papicha                                           | Wassila           | Film           |                 |
| 2020        | Mention particulière: Bienvenue dans l'âge adulte | Jasmine           | Film           |                 |
| 2021        | Fugueuse                                          | Farah Azem        | Televisieserie | 4 afleveringen  |
| 2021        | Validé                                            | Constance         | Televisieserie | 1 aflevering    |
| 2021 - 2023 | Lupin                                             | Sofia Belkacem    | Televisieserie | 16 afleveringen |
| 2021        | Christmas Flow                                    | Lila              | Televisieserie | 3 afleveringen  |
| 2022        | Miskina, la pauvre                                | Safia             | Televisieserie | 8 afleveringen  |
| 2023        | Pamela Rose, la série                             | Jessica Carson    | Televisieserie | 6 afleveringen  |
| 2024        | Sirènes                                           | Leïla Balani      | Film           |                 |